# Collocaliodes montium
Collocaliodes montium är en fjärilsart som beskrevs av Sergius G. Kiriakoff 1957. Collocaliodes montium ingår i släktet Collocaliodes och familjen björnspinnare. Inga underarter finns listade i Catalogue of Life.